# 안고렴섬
안고렴섬은 경기도 화성시 서신면 장외리에 위치한 섬이다. 다른 이름으로 석산이라고도 한다. 면적은 6만 2776m2이며 육지와 약 200m 떨어져 있다. 개인 사유지로 골재 채취가 이루어져왔으며 화성시는 2009년에 이 섬을 공원화하려 했던 계획을 세우기도 했었다.

## 지리
섬은 북서쪽으로 길게 뻗은 모양으로, 긴 쪽의 길이는 470m이고 짧은 쪽은 180m이다. 서쪽 해안에는 해식애와 파식대가 발달해 있으며, 동쪽 해안에는 시멘트 구조물이 있다. 섬을 구성하는 암석은 층리 구조가 발달한 화산쇄설암이다.
2008년의 조사에서 총 56종의 식물이 발견되었다. 북동쪽 사면에는 소나무와 신갈나무가 군락을 이루며, 동쪽에는 혼효림(混淆林)이 발달해 있다. 무척추동물은 갯고둥, 총알고둥, 고랑따개비가 우점종이다. 그 외에 해조류는 확인되지 않았다.